# Avenue de Groenendael
L'avenue de Groenendael (en néerlandais: Groenendaallaan) est une avenue carrossable en forêt de Soignes.

## Le tour du bois de la Cambre
La voie carrossable, qui fait le tour du bois de la Cambre, a la particularité de changer six fois de nom : Boitsfort, Sapinière, Flore, Diane, Panorama et Groenendael.